# Danh sách phim hoạt hình chiếu rạp của Disney
Danh sách các phim hoạt hình chiếu rạp của Disney này bao gồm các bộ phim hoạt hình do The Walt Disney Studios, bộ phận sản xuất phim của Công ty Walt Disney, sản xuất và phát hành.
Hiện tại, The Walt Disney Studios đang phát hành phim từ các xưởng phim hoạt hình do Disney sở hữu và không do Disney sở hữu. Phần lớn các phim trong danh sách dưới đây là của hãng phim Walt Disney Animation Studios, ban đầu được thành lập dưới dạng một bộ phận sản xuất phim hoạt hình trực thuộc Walt Disney Productions, sản xuất các bộ phim hoạt hình ngắn từ năm 1923. Hãng đã phát hành bộ phim hoạt hình chiếu rạp đầu tiên với tên gọi Nàng Bạch Tuyết và bảy chú lùn vào năm 1937 và đã sản xuất tổng cộng 53 bộ phim chiếu rạp tính đến năm 2013. Cùng với đó, bắt đầu từ năm 1995 với phim Toy Story, The Walt Disney Studios cũng phát hành các phim hoạt hình của Pixar Animation Studios, và sau đó xưởng phim này đã trở thành một công ty con hoàn toàn do hãng sở hữu vào năm 2006.

Các hãng phim khác (của Disney) cũng phát hành phim tại các rạp, cụ thể là Walt Disney Television Animation (hiện nay là DisneyToon Studios) và hãng phát hành phim của công ty: họ thường đi tìm kiếm hợp đồng với các xưởng phim hoạt hình bên ngoài để phát hành phim dưới các thương hiệu Walt Disney Pictures, Touchstone Pictures, hay thương hiệu Miramax họ sở hữu trước đây. Năm 1996, The Walt Disney Studios ký hợp đồng với Tokuma Shoten để được quyền phát hành các sản phẩm phim chiếu rạp của Hãng phim Ghibli trên toàn thế giới (ngoại trừ thị trường châu Á, Nhật Bản, Đài Loan và không tính bộ phim Mộ đom đóm, vốn không phải do Tokuma phát hành), và bộ phim mới nhất của thương vụ hợp tác này là Công chúa Mononoke. Bản hợp đồng này sau đó mở rộng sang việc phát hành phim trên đĩa DVD và các phim mới hơn của Ghibli; bộ phim Sen và Chihiro ở thế giới thần bí phiên bản tiếng Anh do Disney phát hành đã giành Giải Oscar cho phim hoạt hình hay nhất năm 2002. Hãng phim Ghibli vẫn hoàn toàn độc lập với Disney và quản lý, kiểm soát quá trình sáng tạo, dù cho Disney nắm giữ việc sản xuất các phiên bản ngôn ngữ khác nhau của các bộ phim cho từng khu vực. Tất cả các phim chiếu rạp của Ghibli trước thương vụ hợp tác với Disney đã được phát hành trên đĩa DVD ở khu vực Bắc Mỹ (ngoại trừ phim Only Yesterday) và một vài quốc gia khác. Một số hãng phim khác cũng phát hành phim của mình ra thị trường toàn cầu thông qua Walt Disney Pictures nhưng họ vẫn giữ quyền phát hành của riêng mình tại một số vùng lãnh thổ cụ thể.

## Phim
| Walt Disney Animation Studios    |
| DisneyToon Studios               |
| 20th Century Animation           |
| Pixar                            |
| Walt Disney Television Animation |
| Studio Ghibli                    |
| Các hãng phim khác của Disney    |
| Hãng phim bên thứ ba             |

| Tựa đề                                       | Ngày phát hành gốc   | Hãng hoạt hình                                  | Hãng hoạt hình | Doanh Thu |
| -------------------------------------------- | -------------------- | ----------------------------------------------- | -------------- | --------- |
| Academy Award Review of Walt Disney Cartoons | 19 tháng 5 năm 1937  | Walt Disney Animation Studios                   |                |           |
| Nàng Bạch Tuyết và bảy chú lùn               | 21 tháng 12 năm 1937 | Walt Disney Animation Studios                   |                |           |
| Pinocchio                                    | 7 tháng 2 năm 1940   | Walt Disney Animation Studios                   |                |           |
| Fantasia                                     | 13 tháng 11 năm 1940 | Walt Disney Animation Studios                   |                |           |
| Dumbo                                        | 23 tháng 10 năm 1941 | Walt Disney Animation Studios                   |                |           |
| Bambi                                        | 13 tháng 8 năm 1942  | Walt Disney Animation Studios                   |                |           |
| Saludos Amigos                               | 24 tháng 8 năm 1942  | Walt Disney Animation Studios                   |                |           |
| Victory Through Air Power                    | 17 tháng 7 năm 1943  | Walt Disney Animation Studios                   |                |           |
| Ba quý ông                                   | 21 tháng 12 năm 1944 | Walt Disney Animation Studios                   |                |           |
| Make Mine Music                              | 20 tháng 4 năm 1946  | Walt Disney Animation Studios                   |                |           |
| Song of the South                            | 12 tháng 11 năm 1946 | Walt Disney Animation Studios                   |                |           |
| Fun and Fancy Free                           | 21 tháng 12 năm 1947 | Walt Disney Animation Studios                   |                |           |
| Giai điệu thời gian                          | 4 tháng 2 năm 1948   | Walt Disney Animation Studios                   |                |           |
| Cuộc phiêu lưu của Ichabod và Ngài Cóc       | 25 tháng 8 năm 1949  | Walt Disney Animation Studios                   |                |           |
| Cô bé Lọ Lem                                 | 7 tháng 2 năm 1950   | Walt Disney Animation Studios                   |                |           |
| Alice ở xứ sở thần tiên                      | 23 tháng 10 năm 1951 | Walt Disney Animation Studios                   |                |           |
| Peter Pan                                    | 6 tháng 2 năm 1953   | Walt Disney Animation Studios                   |                |           |
| Tiểu thư và chàng lang thang                 | 3 tháng 2 năm 1955   | Walt Disney Animation Studios                   |                |           |
| Người đẹp ngủ trong rừng                     | 5 tháng 10 năm 1959  | Walt Disney Animation Studios                   |                |           |
| Một trăm linh một chú chó đốm                | 28 tháng 7 năm 1961  | Walt Disney Animation Studios                   |                |           |
| Thanh gươm trong đá                          | 5 tháng 2 năm 1963   | Walt Disney Animation Studios                   |                |           |
| Cậu bé rừng xanh                             | 21 tháng 10 năm 1967 | Walt Disney Animation Studios                   |                |           |
| Gia đình mèo quý tộc                         | 25 tháng 1 năm 1971  | Walt Disney Animation Studios                   |                |           |
| Robin Hood                                   | 25 tháng 12 năm 1973 | Walt Disney Animation Studios                   |                |           |
| Những cuộc phiêu lưu của Winnie              | 18 tháng 10 năm 1977 | Walt Disney Animation Studios                   |                |           |
| Nhân viên cứu hộ                             | 3 tháng 11 năm 1977  | Walt Disney Animation Studios                   |                |           |
| Cáo và chó săn                               | 13 tháng 12 năm 1981 | Walt Disney Animation Studios                   |                |           |
| Vạc dầu đen                                  | 22 tháng 11 năm 1985 | Walt Disney Animation Studios                   |                |           |
| Thám tử chuột tài ba                         | 12 tháng 12 năm 1986 | Walt Disney Animation Studios                   |                |           |
| Who Framed Roger Rabbit                      | 22 tháng 6 năm 1988  | Amblin Entertainment                            |                |           |
| Oliver và những người bạn                    | 25 tháng 8 năm 1988  | Walt Disney Animation Studios                   |                |           |
| Nàng tiên cá                                 | 20 tháng 10 năm 1989 | Walt Disney Animation Studios                   |                |           |
| DuckTales the Movie                          | 13 tháng 7 năm 1990  | Disney MovieToons                               |                |           |
| Nhân viên cứu hộ II                          | 15 tháng 8 năm 1990  | Walt Disney Animation Studios                   |                |           |
| Người đẹp và quái thú                        | 10 tháng 7 năm 1991  | Walt Disney Animation Studios                   |                |           |
| Aladdin và cây đèn thần                      | 19 tháng 6 năm 1992  | Walt Disney Animation Studios                   |                |           |
| The Nightmare Before Christmas               | 30 tháng 4 năm 1993  | Skellington Productions                         |                |           |
| Vua sư tử                                    | 23 tháng 10 năm 1994 | Walt Disney Animation Studios                   |                |           |
| A Goofy Movie                                | 23 tháng 6 năm 1995  | Disney MovieToons                               |                |           |
| Pocahontas                                   | 24 tháng 7 năm 1995  | Walt Disney Animation Studios                   |                |           |
| Câu chuyện đồ chơi                           | 22 tháng 11 năm 1995 | Pixar Animation Studios                         |                |           |
| James and the Giant Peach                    | 21 tháng 6 năm 1996  | Skellington Productions                         |                |           |
| Thằng gù nhà thờ Đức Bà                      | 2 tháng 7 năm 1996   | Walt Disney Animation Studios                   |                |           |
| Hercules                                     | 4 tháng 11 năm 1997  | Walt Disney Animation Studios                   |                |           |
| Hoa Mộc Lan                                  | 18 tháng 11 năm 1998 | Walt Disney Animation Studios                   |                |           |
| Đời con bọ                                   | 25 tháng 12 năm 1998 | Pixar Animation Studios                         |                |           |
| Doug's 1st Movie                             | 26 tháng 3 năm 1999  | Walt Disney Television Animation Jumbo Pictures |                |           |
| Tarzan                                       | 17 tháng 11 năm 1999 | Walt Disney Animation Studios                   |                |           |
| Câu chuyện đồ chơi 2                         | 24 tháng 12 năm 1999 | Pixar Animation Studios                         |                |           |
| Fantasia 2000                                | 1 tháng 1 năm 2000   | Walt Disney Animation Studios                   |                |           |
| The Tigger Movie                             | 11 tháng 2 năm 2000  | Disney MovieToons                               |                |           |
| Dinosaur                                     | 19 tháng 5 năm 2000  | Walt Disney Animation Studios                   |                |           |
| The Emperor's New Groove                     | 16 tháng 11 năm 2000 | Walt Disney Animation Studios                   |                |           |
| Recess: School's Out                         | 15 tháng 6 năm 2001  | Walt Disney Television Animation                |                |           |
| Atlantis: Đế chế thất lạc                    | 22 tháng 11 năm 2001 | Walt Disney Animation Studios                   |                |           |
| Công ty Quái vật                             | 5 tháng 12 năm 2001  | Pixar Animation Studios                         |                |           |
| Trở lại Neverland                            | 15 tháng 2 năm 2002  | Disney MovieToons                               |                |           |
| Lilo & Stitch                                | 21 tháng 6 năm 2002  | Walt Disney Animation Studios                   |                |           |
| Sen và Chihiro ở thế giới thần bí            | 20 tháng 9 năm 2002  | Studio Ghibli                                   |                |           |
| Hành tinh kho báu                            | 25 tháng 11 năm 2002 | Walt Disney Animation Studios                   |                |           |
| Cậu bé rừng xanh 2                           | 14 tháng 2 năm 2003  | Disney MovieToons                               |                |           |
| Piglet's Big Movie                           | 21 tháng 3 năm 2003  | Disney MovieToons                               |                |           |
| Đi tìm Nemo                                  | 19 tháng 6 năm 2003  | Pixar Animation Studios                         |                |           |
| Anh em nhà gấu                               | 29 tháng 10 năm 2003 | Walt Disney Animation Studios                   |                |           |
| Teacher's Pet                                | 10 tháng 2 năm 2004  | Walt Disney Television Animation                |                |           |
| Ngôi nhà trên núi                            | 24 tháng 6 năm 2004  | Walt Disney Animation Studios                   |                |           |
| Gia đình siêu nhân                           | 12 tháng 11 năm 2004 | Pixar Animation Studios                         |                |           |
| Pooh's Heffalump Movie                       | 11 tháng 2 năm 2005  | DisneyToon Studios                              |                |           |
| Lâu đài bay của pháp sư Howl                 | 10 tháng 6 năm 2005  | Studio Ghibli                                   |                |           |
| Valiant                                      | 19 tháng 5 năm 2005  | Vanguard Animation                              |                |           |
| Chicken Little                               | 23 tháng 6 năm 2005  | Walt Disney Animation Studios                   |                |           |
| Bambi II                                     | 7 tháng 2 năm 2006   | DisneyToon Studios                              |                |           |
| The Wild                                     | 14 tháng 4 năm 2006  | C.O.R.E. Feature Animation                      |                |           |
| Vương quốc xe hơi                            | 21 tháng 6 năm 2006  | Pixar Animation Studios                         |                |           |
| Gặp gỡ gia đình Robinson                     | 27 tháng 6 năm 2007  | Walt Disney Animation Studios                   |                |           |
| Chuột đầu bếp                                | 24 tháng 8 năm 2007  | Pixar Animation Studios                         |                |           |
| Rô-bốt biết yêu                              | 17 tháng 3 năm 2008  | Pixar Animation Studios                         |                |           |
| Tinker Bell                                  | 18 tháng 4 năm 2008  | DisneyToon Studios                              |                |           |
| Roadside Romeo                               | 24 tháng 5 năm 2008  | Yash Raj Films                                  |                |           |
| Tia chớp                                     | 19 tháng 6 năm 2008  | Walt Disney Animation Studios                   |                |           |
| Vút bay                                      | 24 tháng 2 năm 2009  | Pixar Animation Studios                         |                |           |
| Ponyo                                        | 14 tháng 3 năm 2009  | Studio Ghibli                                   |                |           |
| Tinker Bell and the Lost Treasure            | 3 tháng 4 năm 2009   | DisneyToon Studios                              |                |           |
| Giáng sinh yêu thương                        | 6 tháng 5 năm 2009   | ImageMovers Digital                             |                |           |
| Công chúa và chàng Ếch                       | 18 tháng 6 năm 2009  | Walt Disney Animation Studios                   |                |           |
| Câu chuyện đồ chơi 3                         | 11 tháng 2 năm 2010  | Pixar Animation Studios                         |                |           |
| Tales from Earthsea                          | 13 tháng 11 năm 2010 | Studio Ghibli                                   |                |           |
| Công chúa tóc mây                            | 15 tháng 12 năm 2010 | Walt Disney Animation Studios                   |                |           |
| Gnomeo & Juliet                              | 11 tháng 2 năm 2011  | Starz Animation                                 |                |           |
| Sao Hỏa tìm mẹ                               | 11 tháng 3 năm 2011  | ImageMovers Digital                             |                |           |
| Vương quốc xe hơi 2                          | 24 tháng 5 năm 2011  | Pixar Animation Studios                         |                |           |
| Winnie the Pooh                              | 15 tháng 6 năm 2011  | Walt Disney Animation Studios                   |                |           |
| Thế giới bí mật của Arrietty                 | 17 tháng 1 năm 2012  | Studio Ghibli                                   |                |           |
| Arjun: The Warrior Prince                    | 25 tháng 3 năm 2012  | UTV Motion Pictures                             |                |           |
| Công chúa tóc xù                             | 20 tháng 4 năm 2012  | Pixar Animation Studios                         |                |           |
| Secret of the Wings                          | 5 tháng 5 năm 2012   | DisneyToon Studios                              |                |           |
| Chó ma nhà Frankenweenie                     | 12 tháng 5 năm 2012  | Tim Burton Productions                          |                |           |
| Ráp-phờ đập phá                              | 19 tháng 6 năm 2012  | Walt Disney Animation Studios                   |                |           |
| Lò đào tạo quái vật                          | 17 tháng 5 năm 2013  | Pixar Animation Studios                         |                |           |
| Thế giới máy bay                             | 21 tháng 7 năm 2013  | DisneyToon Studios                              |                |           |
| Nữ hoàng băng giá                            | 1 tháng 11 năm 2013  | Walt Disney Animation Studios                   |                |           |
| The Pirate Fairy                             | 13 tháng 2 năm 2014  | DisneyToon Studios                              |                |           |
| The Wind Rises                               | 21 tháng 2 năm 2014  | Studio Ghibli                                   |                |           |
| Planes 2: Anh hùng và biển lửa               | 18 tháng 3 năm 2014  | DisneyToon Studios                              |                |           |
| Biệt đội Big Hero 6                          | 2 tháng 4 năm 2014   | Walt Disney Animation Studios                   |                |           |
| Strange Magic                                | 23 tháng 1 năm 2015  | Lucasfilm Animation                             |                |           |
| Tinker Bell and the Legend of the NeverBeast | 3 tháng 3 năm 2015   | DisneyToon Studios                              |                |           |
| Những mảnh ghép cảm xúc                      | 19 tháng 6 năm 2015  | Pixar Animation Studios                         |                |           |
| Chú khủng long tốt bụng                      | 17 tháng 11 năm 2015 | Pixar Animation Studios                         |                |           |
| Phi vụ động trời                             | 21 tháng 5 năm 2016  | Walt Disney Animation Studios                   |                |           |
| Đi tìm Dory                                  | 17 tháng 6 năm 2016  | Pixar Animation Studios                         |                |           |
| Hành trình của Moana                         | 17 tháng 9 năm 2016  | Walt Disney Animation Studios                   |                |           |
| Vương quốc xe hơi 3                          | 16 tháng 4 năm 2017  | Pixar Animation Studios                         |                |           |
| Coco                                         | 4 tháng 11 năm 2017  | Pixar Animation Studios                         |                |           |
| Gia đình siêu nhân 2                         | 15 tháng 6 năm 2018  | Pixar Animation Studios                         |                |           |
| Ráp-phờ đập phá 2: Phá đảo thế giới ảo       | 21 tháng 11 năm 2018 | Walt Disney Animation Studios                   |                |           |
| Frozen 2                                     | 22 tháng 11 năm 2019 | Walt Disney Animation Studios                   |                |           |
| Onward                                       | 29 tháng 2 năm 2020  | Pixar Animation Studios                         |                |           |
| Raya and the Last Dragon                     | 3 tháng 3 năm 2021   | Walt Disney Animation Studios                   |                |           |
| Encanto                                      | 24 tháng 11 năm 2021 | Walt Disney Animation Studios                   |                |           |
| Lightyear                                    | 17 tháng 6 năm 2022  | Pixar Animation Studios                         |                |           |
| Strange World                                | 23 tháng 11 năm 2022 | Walt Disney Animation Studios                   |                |           |
| Elemental                                    | 16 tháng 6 năm 2023  | Pixar Animation Studios                         |                |           |